# Geotrigona subnigra
Geotrigona subnigra là một loài Hymenoptera trong họ Apidae. Loài này được Schwarz mô tả khoa học năm 1940.